# NGC 7184
NGC 7184 is een balkspiraalstelsel in het sterrenbeeld Waterman. Het hemelobject werd op 28 oktober 1783 ontdekt door de Duits-Britse astronoom William Herschel.

## Synoniemen
- ESO 601-9
- MCG -4-52-9
- UGCA 425
- IRAS 21599-2103
- PGC 67904